# Record du monde du 110 mètres haies
Pour un article plus général, voir Records du monde d'athlétisme.
Le record du monde du 110 mètres haies est actuellement détenu par l'Américain Aries Merritt qui a établi le temps de 12 s 80 le 7 septembre 2012 lors du Mémorial Van Damme de Bruxelles, en Belgique.
Le premier record du monde du 110 m haies homologué par World Athletics est celui de l'Américain Forrest Smithson en 1908 avec le temps de 15 s 0. Son compatriote Forrest Towns est officiellement le premier athlète à franchir la barrière des 14 secondes (en 1936) et l'autre américain Renaldo Nehemiah celle des 13 secondes (en 1981).

## Historique

### Premiers records
Le premier record du monde du 110 mètres haies homologué par l'IAAF est établi le 27 juillet 1908 en finale des Jeux olympiques de Londres par l'Américain Forrest Smithson avec le temps de 15 s 0. 
Ce record est amélioré douze ans plus tard, en finale des Jeux olympiques d'Anvers, le 18 août 1920, par le Canadien Earl Thomson qui remporte la finale en 14 s 8, record qu'égale par la suite le Suédois Sten Pettersson le 18 septembre 1927 à Stockholm, et qu'améliore de 2/10e de seconde en 14 s 6 le Sud-Africain George Weightman-Smith en demi-finale des Jeux olympiques de 1928, à Amsterdam. 
Le 25 août 1929, à Stockholm à l'occasion du match international Suède-Norvège, le Suédois Eric Wennström abaisse ce record à 14 s 4, performance qu'égaleront cinq autres athlètes de 1931 à 1933 : le Suédois Bengt Sjöstedt le 5 septembre 1931 à Helsinki, et les Américains Percy Beard le 23 juin 1932 à Cambridge, Jack Keller le 16 juillet 1932 à Palo Alto lors des sélections olympiques américaines, George Saling le 2 août 1932 lors des Jeux olympiques de Los Angeles, et John Morriss par deux fois, le 12 août à Budapest et le 8 septembre lors des Universiades de Turin. 
Le 26 juillet 1934, à Stockholm, Percy Beard améliore d'un dixième de seconde le record mondial en signant le temps de 14 s 3, puis porte le record du monde à 14 s 2 à Oslo le 6 août de la même année, performance qu'égalera son compatriote Alvin Moreau un an plus tard, le 2 août 1935, lors du même meeting des Bislett Games. 
En 1935, apparait une innovation technique importante dans le domaine des courses de haies, la généralisation de haies en forme de « L » qui basculent plus facilement lors de leur franchissement. Par ailleurs, l'IAAF abolit la règle selon laquelle un athlète est disqualifié s'il renverse plus de deux haies lors d'une course.

### Forrest Towns sous les 14 secondes

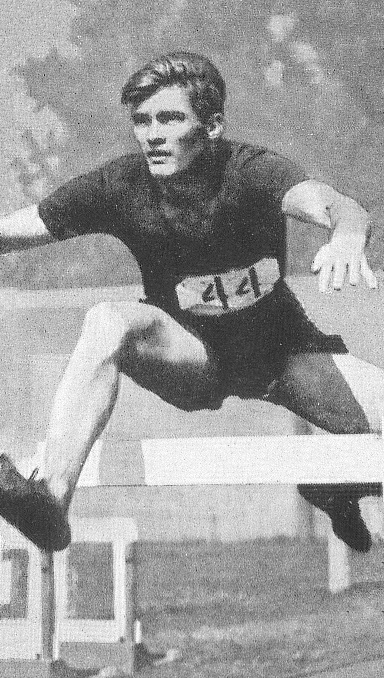
Forrest Towns, premier athlète sous les 14 secondes sur 110 m haies.

Le 19 juin 1936, à Chicago au cours des championnats NCAA, l'Américain Forrest Towns améliore d'un dixième de seconde le record du monde du 110 m haies en le portant à 14 s 1, avant de rééditer cette performance le 6 août 1936 à Berlin en demi-finale des Jeux olympiques de 1936 qu'il remporte. Le 27 août 1936, lors des Bislett Games, Towns améliore de 4/10e de seconde son propre record du monde en le portant à 13 s 7, soit la plus nette amélioration depuis la première homologation du record mondial, en 1908. Incrédule, la Fédération internationale ouvrira une enquête et n'officialisera finalement ce record du monde qu'en 1938 après n'avoir décelé aucune irrégularité. 
Le 29 juin 1941 à Philadelphie au cours des championnats de l'Amateur Athletic Union (AAU), l'autre américain Fred Wolcott égale le temps de Forrest Towns de 13 s 7. 
Le record du monde n'est amélioré qu'onze ans plus tard, le 24 juin 1950 à College Park dans le Maryland, toujours dans le cadre des championnats de l'AAU, par l'Américain Dick Attlesey qui réalise le temps de 13 s 6, quelques jours après avoir établi le même temps sur une course de 120 yards haies. Le 10 juillet 1950 à Helsinki, il améliore d'un dixième de seconde son propre record du monde en le portant à 13 s 5. 
Le 22 juin 1956, le record du monde d'Attlesey est battu d'un 1/10e de seconde par son compatriote Jack Davis, crédité de 13 s 4 à Bakersfield en Californie à l'occasion des championnats de l'AAU. 
L'année suivante, l'autre américain Milt Campbell, spécialiste des épreuves combinées, réalise ce même temps de 13 s 4 mais le record du monde n'est pas homologué par l'IAAF. 
Meilleur hurdleur européen depuis le milieu des années 1950, l'Allemand Martin Lauer se distingue le 7 juillet 1959 lors du Weltklasse de Zurich en abaissant de 2/10e de seconde le record mondial de Jack Davis, après avoir pris un départ très rapide et coupé la ligne d'arrivée en 13 s 2. 
Le record de Martin Lauer, qui constitue le record d'Europe jusqu'en 1974, est égalé par l'Américain Lee Calhoun le 21 août 1960 à Berne.

### Fin du chronométrage manuel

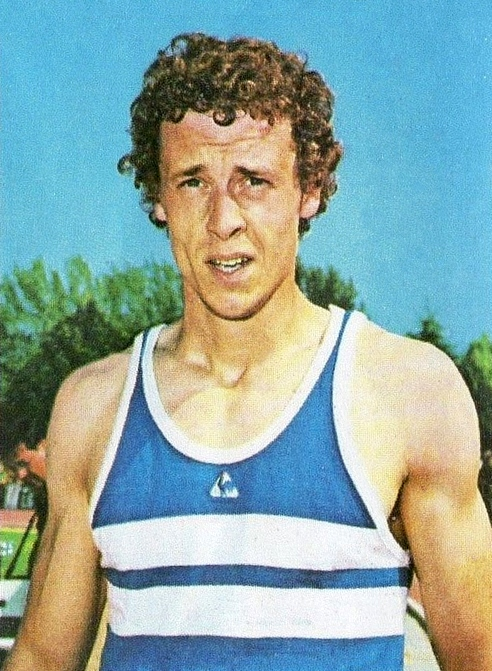
Guy Drut.

L'Américain Earl McCullouch établit le temps de 13 s 2 le 16 juillet 1967 à Minneapolis au cours des sélections américaines pour les Jeux panaméricains et égale le record mondial de Martin Lauer et Lee Calhoun.
Le 4 juillet 1969, lors du meeting Weltklasse de Zurich, l'Américain Willie Davenport, champion olympique un an plus tôt à Mexico, égale à son tour le record du monde de 13 s 2.
Le 7 septembre 1972, à Munich en finale des Jeux olympiques, l'autre américain Rod Milburn décroche la médaille d'or en 13 s 2 et égale à son tour le record du monde. Le temps mesuré au centième de seconde en 13 s 24 constitue le premier record du monde au chronométrage électronique, en 13 s 24. 
Le 6 juillet 1973 lors du Weltklasse de Zurich, Rod Milburn améliore d'un centième de seconde son propre record du monde et devient le premier athlète à parcourir la distance en 13 s 1. Il égale ce record quelques jours plus tard, le 22 juillet à Sienne en Italie. 
Le 23 juillet 1975, à Saint-Maur-des-Fossés, le Français Guy Drut établit à son tour le temps de 13 s 1, puis devient le seul recordman du monde du 110 m haies, le 22 août 1975 lors du meeting ISTAF de Berlin, en s'imposant dans le temps de 13 s 0. Guy Drut est le dernier détenteur du record du monde du 110 m haies mesuré au chronométrage manuel.

### Renaldo Nehemiah sous les 13 secondes

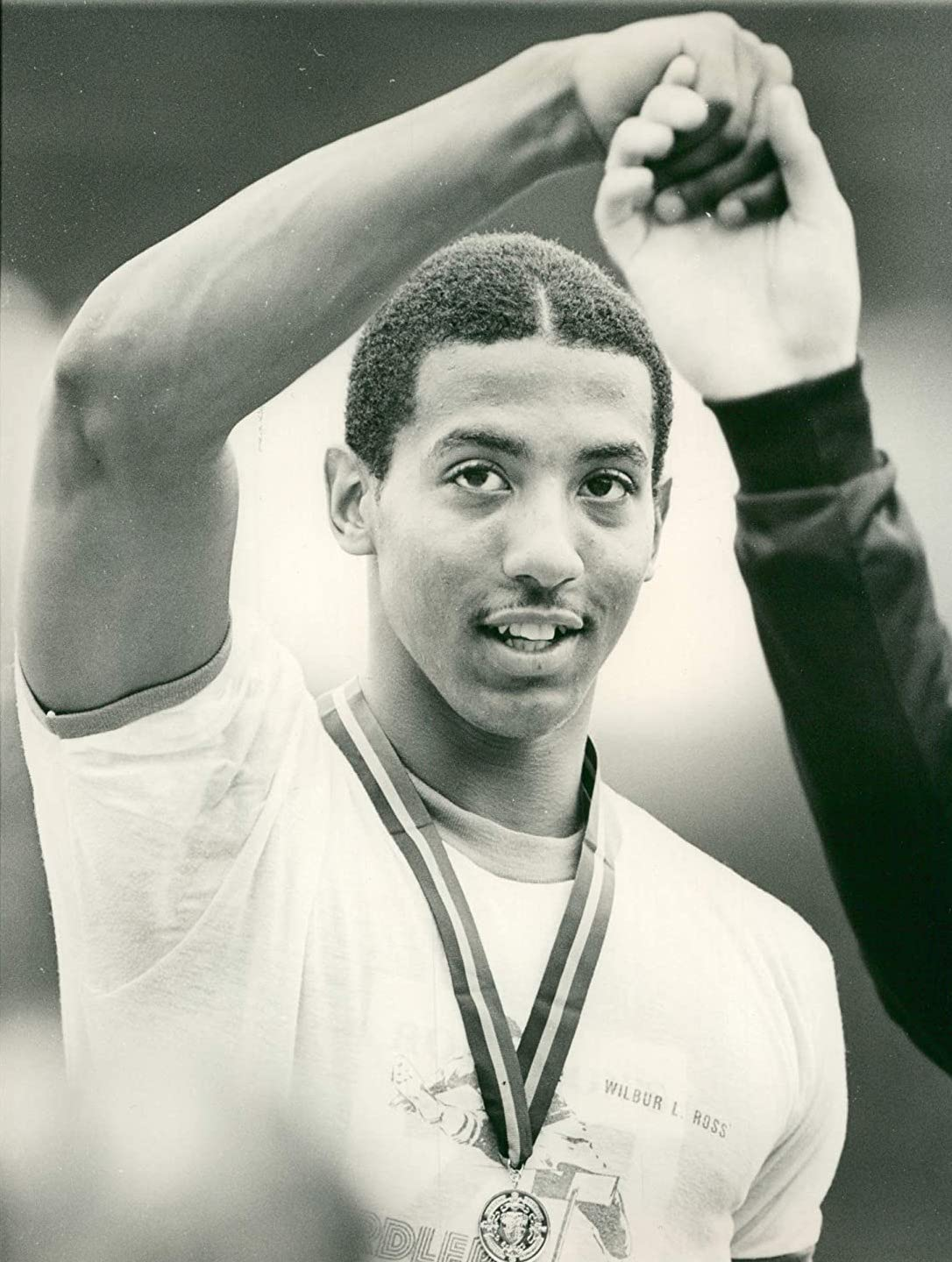
Renaldo Nehemiah, premier athlète à descendre sous les 13 secondes sur 110 m haies (en 1981).

À partir du 1er janvier 1977, l'IAAF ne valide que les records du monde établis à l'aide du chronométrage électronique. Le temps de référence est alors celui de Rod Milburn établi en finale des Jeux olympiques de 1972 en 13 s 24. 
Guy Drut se rapproche du record du monde de Milburn en réalisant 13 s 28 le 29 juin 1975 au cours des championnats de France de Saint-Étienne, puis 13 s 30 le 28 juillet 1976 lors de son titre olympique à Munich.
Le 21 aout 1977, à Sofia lors des Universiades d'été, le Cubain Alejandro Casañas améliore de 3/100e de seconde le record du monde de Rod Milburn en coupant la ligne d'arrivée en 13 s 21. Le 2 juin 1978, à Eugene au cours des championnats NCAA,l'Américain Greg Foster échoue à 1/100e de seconde du record du monde en parcourant la distance en 13 s 22.
L'Américain Renaldo Nehemiah, âgé de vingt-ans seulement, améliore de 5/100e le record du monde d'Alejandro Casañas en réalisant le temps de 13 s 16 le 14 avril 1979 à San José, en Californie. Le 6 mai 1979, à Westwood, avec un faible vent arrière de 0,9 m/s, il abaisse de 16/100e de seconde son propre record mondial en réalisant le temps de 13 s 00. Il réalise 12 s 91 quelques jours plus tard le 1er juin 1979 à Champaign en finale des championnats NCAA mais ce temps n'est pas homologué en raison d'un vent arrière de 3,45 m/s supérieur à la limite autorisée.
Le 19 août 1981 au cours du meeting Weltklasse de Zurich, Renaldo Nehemiah devient officiellement le premier athlète à courir un 110 m haies en moins de treize secondes en s'imposant dans le temps de 12 s 93, malgré un vent légèrement défavorable(-0,2 m/s).
Le 11 août 1988 lors du meeting en altitude de Sestrières, l'Américain Roger Kingdom établit le temps de 12 s 97 et frôle le record du monde de Renaldo Nehemiah en signant le temps de 12 s 97 (+ 2,0 m/s). Champion olympique en 1988, Roger Kingdom améliore d'un centième de seconde le record mondial en réalisant 12 s 92 (- 0,1 m/s) le 16 août 1989 sur la piste du Stade du Letzigrund de Zurich. Le 10 septembre 1989 lors de la Coupe du monde des nations à Barcelone, il réalise 12 s 87 mais ce temps n'est pas homologué en raison d'un vent arrière de 2,5 m/s supérieur à la limite autorisée

### De Colin Jackson à  Aries Merritt

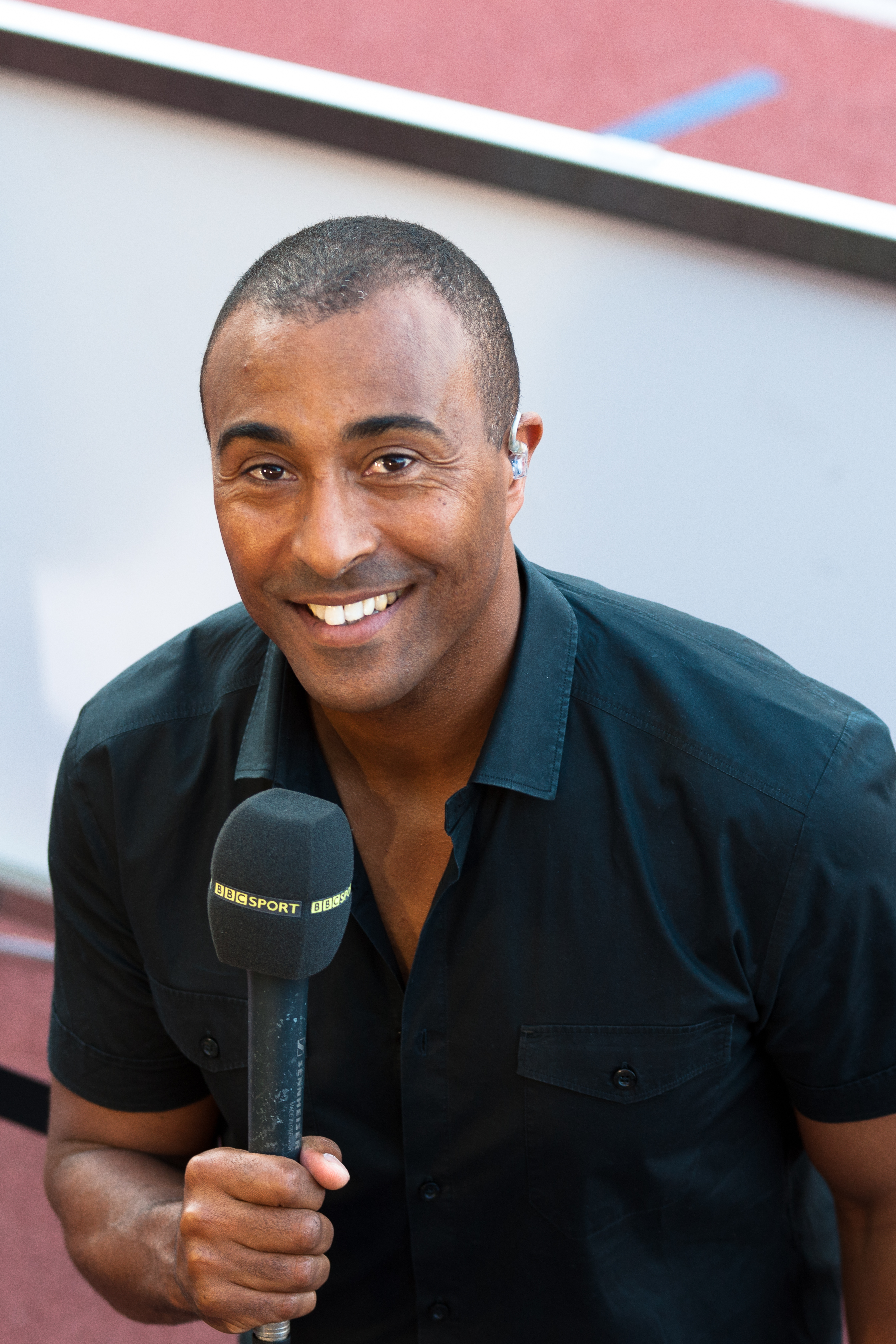
Colin Jackson, détenteur du record du monde de 1993 à 2006.

Le 20 août 1993, en finale des championnats du monde à Stuttgart, le Britannique Colin Jackson abaisse d'un centième de seconde le record du monde de Roger Kingdom en remportant le titre dans le temps de 12 s 91 (+ 0,5 m/s). Lors des saisons suivantes, l'Américain Allen Johnson frôle à plusieurs reprises le record du monde de Jackson en établissant 12 s 92 le 23 juin 1996 à Atlanta et le 23 août 1996 à Bruxelles, puis 12 s 93 le 7 août 1997 à Athènes en finale des championnats du monde.
La performance de 12 s 91 de Colin Jackson est finalement égalée près de onze ans plus tard, le 27 août 2004 par le Chinois Liu Xiang qui s'impose en finale des Jeux olympiques d'Athènes dans le temps de 12 s 91 (+0,3 m/s). Liu Xiang devient seul détenteur du record du monde le 11 juillet 2006 à l'occasion du meeting Athletissima de Lausanne en portant la meilleure marque mondiale à 12 s 88 (+1,1 m/s) dans une course où le deuxième, l'Américain Dominique Arnold, signe le temps de 12 s 90. Deux athlètes réalisent le temps de 12 s 92 lors de la saison 2007 : Liu Xiang le 2 juin et le Cubain Dayron Robles le 23 septembre.
Le 12 juin 2008, à Ostrava, Dayron Robles devient le nouveau détenteur du record du monde en améliorant d'un centième de seconde la performance de Liu Xiang en 12 s 87, aidé par un vent arrière de 0,9 m/s. Le Cubain se rapproche à plusieurs reprises de son record du monde lors de cette même saison 2008 en réalisant 12 s 88 le 18 juillet, 12 s 91 le 22 juillet et 12 s 93 le 21 août lors de son titre olympique à Pékin.
En juillet 2010, l'Américain David Oliver réalise successivement 12 s 90 à Eugene, puis 12 s 89 lors du Meeting de Paris, échouant à 2/100e de seconde seulement du record mondial de Dayron Robles.
Le 7 septembre 2012, lors du Mémorial Van Damme de Bruxelles, ultime étape de la Ligue de diamant, l'Américain Aries Merritt, champion olympique un mois plus tôt à Londres, signe le temps de 12 s 80 (+0,3 m/s) et améliore de 7/100e de seconde le record du monde de Dayron Robles. Il s'agit de la plus nette amélioration du record du monde (temps électriques) depuis Renaldo Nehemiah en 1979.
Le 26 juin 2021 lors des sélections olympiques américaines à Eugene, l'Américain Grant Holloway signe en demi-finale la deuxième performance de tous les temps sur 110 m haies en 12 s 81, échouant à un centième de seconde seulement du record du monde d'Aries Merritt.

## Progression
40 records du monde masculins ont été ratifiés par World Athletics.

### Chronométrage manuel
| Temps  | Athlète                | Lieu         | Date              |
| ------ | ---------------------- | ------------ | ----------------- |
| 15 s 0 | Forrest Smithson       | Londres      | 27 juillet 1908   |
| 14 s 8 | Earl Thomson           | Anvers       | 18 août 1920      |
| 14 s 8 | Sten Pettersson        | Stockholm    | 18 septembre 1927 |
| 14 s 6 | George Weightman-Smith | Amsterdam    | 31 juillet 1928   |
| 14 s 4 | Eric Wennström         | Stockholm    | 25 août 1929      |
| 14 s 4 | Bengt Sjöstedt         | Helsinki     | 5 septembre 1931  |
| 14 s 4 | Percy Beard            | Cambridge    | 23 juin 1932      |
| 14 s 4 | Jack Keller            | Palo Alto    | 16 juillet 1932   |
| 14 s 4 | George Saling          | Los Angeles  | 2 août 1932       |
| 14 s 4 | John Morriss           | Budapest     | 12 août 1933      |
| 14 s 4 | John Morriss           | Turin        | 8 septembre 1933  |
| 14 s 3 | Percy Beard            | Stockholm    | 26 juillet 1934   |
| 14 s 2 | Percy Beard            | Oslo         | 6 août 1934       |
| 14 s 2 | Alvin Moreau           | Oslo         | 2 août 1935       |
| 14 s 1 | Forrest Towns          | Chicago      | 19 juin 1936      |
| 14 s 1 | Forrest Towns          | Berlin       | 6 août 1936       |
| 13 s 7 | Forrest Towns          | Oslo         | 27 août 1936      |
| 13 s 7 | Fred Wolcott           | Philadelphie | 29 juin 1941      |
| 13 s 6 | Dick Attlesey          | College Park | 24 juin 1950      |
| 13 s 5 | Dick Attlesey          | Helsinki     | 10 juillet 1950   |
| 13 s 4 | Jack Davis             | Bakersfield  | 22 juin 1956      |
| 13 s 2 | Martin Lauer           | Zurich       | 7 juillet 1959    |
| 13 s 2 | Lee Calhoun            | Berne        | 21 août 1960      |
| 13 s 2 | Earl McCullouch        | Minneapolis  | 16 juillet 1967   |
| 13 s 2 | Willie Davenport       | Zurich       | 4 juillet 1969    |
| 13 s 2 | Rod Milburn            | Munich       | 7 septembre 1972  |
| 13 s 1 | Rod Milburn            | Zurich       | 6 juillet 1973    |
| 13 s 1 | Rod Milburn            | Sienne       | 22 juillet 1973   |
| 13 s 1 | Guy Drut               | Saint-Maur   | 23 juillet 1975   |
| 13 s 0 | Guy Drut               | Berlin       | 22 août 1975      |

### Chronométrage électronique
À partir du 1er janvier 1977, l'IAAF ne valide que les records du monde établis à l'aide du chronométrage électronique. La performance de 13 s 24 établit par Rod Milburn le 7 septembre 1972 à Munich constitue néanmoins la première mesure homologuée.

Galerie
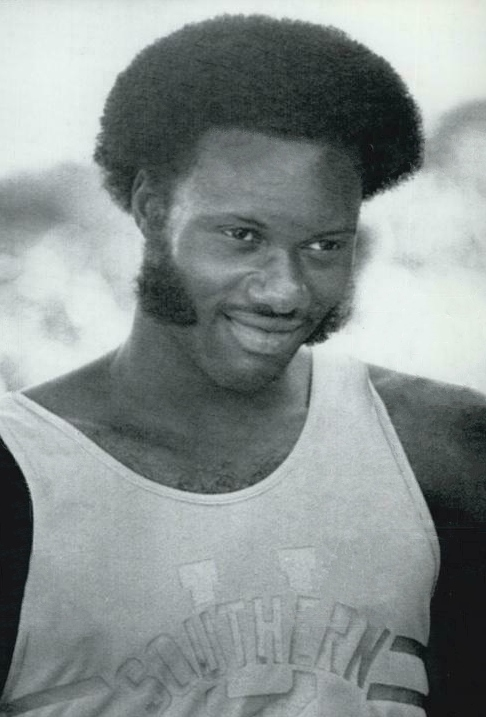
Rod Milburn.
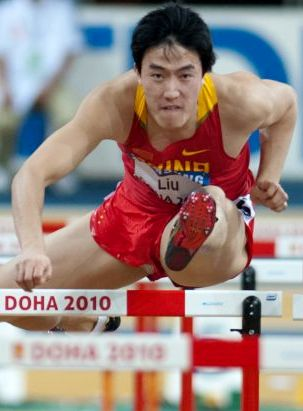
Liu Xiang.
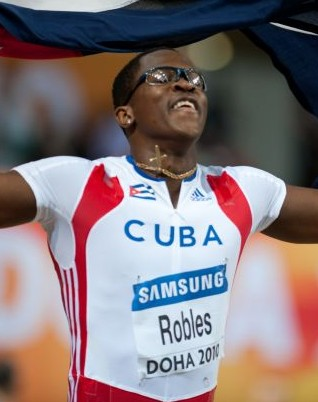
Dayron Robles.
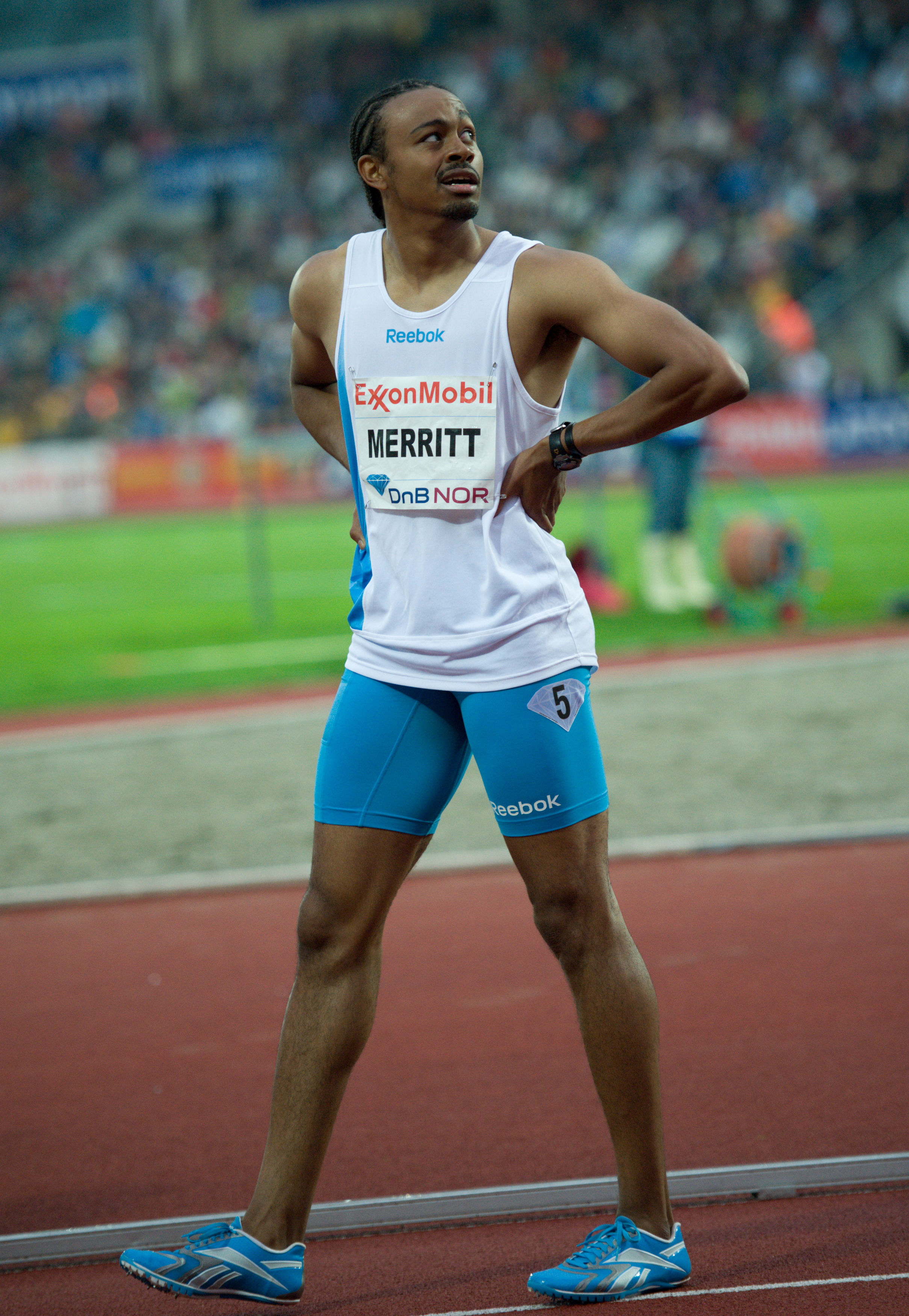
Aries Merritt.

| Temps   | Vent  | Athlète           | Lieu      | Circonstance          | Date             |
| ------- | ----- | ----------------- | --------- | --------------------- | ---------------- |
| 13 s 24 | 0,0   | Rod Milburn       | Munich    | Jeux olympiques       | 7 septembre 1972 |
| 13 s 21 | 0,6   | Alejandro Casañas | Sofia     | Universiade d'été     | 21 août 1977     |
| 13 s 16 | 1,7   | Renaldo Nehemiah  | San Jose  | San Jose Invitational | 14 avril 1979    |
| 13 s 00 | 0,9   | Renaldo Nehemiah  | Westwood  | Pepsi Meeting         | 6 mai 1979       |
| 12 s 93 | - 0,2 | Renaldo Nehemiah  | Zurich    | Weltklasse            | 19 août 1981     |
| 12 s 92 | - 0,1 | Roger Kingdom     | Zurich    | Weltklasse            | 16 août 1989     |
| 12 s 91 | 0,5   | Colin Jackson     | Stuttgart | Championnats du monde | 20 août 1993     |
| 12 s 91 | 0,3   | Liu Xiang         | Athènes   | Jeux olympiques       | 27 août 2004     |
| 12 s 88 | 1,1   | Liu Xiang         | Lausanne  | Athletissima          | 11 juillet 2006  |
| 12 s 87 | 0,9   | Dayron Robles     | Ostrava   | Golden Spike          | 12 juin 2008     |
| 12 s 80 | 0,3   | Aries Merritt     | Bruxelles | Mémorial Van Damme    | 7 septembre 2012 |

- Galerie
- Rod Milburn.
- Liu Xiang.
- Dayron Robles.
- Aries Merritt.

## Autres catégories d'âge
Le record du monde junior du 110 m haies, homologué sur des haies d'une hauteur de 99 cm, est actuellement détenu par le Français Sasha Zhoya, auteur de 12 s 72 le 21 août 2021 lors des championnats du monde juniors à Nairobi améliorant son record de la veille établi en demi-finale de 12 s 92. Sur des haies d'une hauteur classique de 106 cm, le Chinois Liu Xiang détient la meilleure performance jamais établie par un athlète junior, en 13 s 12.
La meilleure performance mondiale cadet, homologué sur des haies d'une hauteur de 91,4 cm, est également la propriété de Sasha Zhoya qui établit le temps de 12 s 87 le 6 juillet 2019 lors des demi-finales des championnats de France cadets à Angers.
| Record                                         | Athlète     | Nationalité | Temps   | Date           | Lieu    |
| ---------------------------------------------- | ----------- | ----------- | ------- | -------------- | ------- |
| Record du monde junior (99 cm)                 | Sasha Zhoya | France      | 12 s 72 | 21 août 2021   | Nairobi |
| Meilleure performance mondiale cadet (91,4 cm) | Sasha Zhoya | France      | 12 s 87 | 6 juillet 2019 | Angers  |